# Leighton Vander Esch
(en) Statistiques sur pro-football-reference
Leighton Vander Esch est un Américain, né le 8 février 1996 à Riggins dans l'État de l'Idaho aux États-Unis est un joueur professionnel américain de football américain ayant évolué au poste de linebacker dans la National Football League (NFL) pendant  six saisons (2018-2023).
Au niveau universitaire, il a joué pendant trois saisons pour les Broncos de l'Université d'État de Boise en NCAA Division I FBS avant d'être sélectionné en 19e choix global lors du premier tour de la draft 2018 de la NFL par la franchise des Cowboys de Dallas où il passe toute sa carrière avant d'annoncer son départ à la retraite à la suite de problèmes médicaux.

## Biographie

### Sa jeunesse
De descendance hollandaise, Vander Esch naît et grandit à Riggins dans l'État de l'Idaho. Il étudie au lycée Salmon River  de Riggins et y joue au football américain mais pratique également le basket-ball et l'athlétisme,. Il y obtient son graduat en 2014.
En football américain, Vander Esch joue aux postes de quarterback et de middle linebacker. Lors de son année senior, en attaque, il réussit 121 des 199 passes tentées (60,8%) pour un gain de 2 155 yards et inscrit 28 touchdowns à la passe pour une seule interception. Il effectue également 157 courses, gagnant 1 565 yards et inscrivant 34 touchdowns supplémentaires. Au niveau défensif, il réussit 131 plaquages dont 85 en solo, cinq interceptions, récupère cinq fumbles et inscrit quatre touchdowns supplémentaires. Lors de la finale de l'État gagnée 53 à 38 contre Lighthouse Christian School, il gagne plus de 500 yards en attaque et inscrit les cinq touchdowns offensifs de son équipe. Son lycée remporte le titre de champion de la division 1A-D2 de l'État et il est désigné meilleur joueur de l'année de cette division.
En basket-ball, il inscrit une moyenne de 29,4 points par match et réussit 11,1 rebonds par match lors de son année senior, conduisant son équipe à un second titre consécutif dans la division 1A-D2 de l'État.

### Carrière universitaire
Vander Esch intègre l'université d'État de Boise, située à 150 milles (241 km) au sud de Riggins. Comme joueur redshirt freshman en 2015, il fait des apparitions dans la moitié des douze matchs de son équipe en tant que remplaçant au poste de linebacker et comptabilise 20 plaquages dont 14 en solo, un sack, récupère un fumble et réussit un first down lors d'une feinte de punt. En tant que sophomore en 2016, il ne participe qu'à six matchs à la suite d'une blessure au cou et ne revenient que pour le dernier match de la saison contre les Falcons de l'Air Force. Il totalise sur la saison 27 plaquages dont 23 en solo, 3½ plaquages pour perte (tackles-for-loss), un sack et une interception.
Junior en 2017, Vander Esch est titulaire au poste de weak-side linebacker (en). Il est désigné meilleur joueur défensif de l'année de la Mountain West Conference ayant réussi sur la saison 141 plaquages (5e de la FBS), quatre sacks, deux interceptions et forçant quatre fumbles (meilleur de son équipe),.
Début 2018, Vander Esch décide de ne pas jouer son année senior chez les Broncos pour se présenter à la prochaine draft,
.
Il termine ainsi sa carrière universitaire avec un total de 188 plaquages, cinq sacks et trois interceptions,.

### Carrière professionnelle

#### Draft
Le 21 décembre 2017, Vander Esch annonce qu'il a pris la décision de se présenter à la draft 2018 de la NFL sans effectuer sa dernière année universitaire d'éligibilité. Vander Esch se présente au the NFL Scouting Combine d'Indianapolis fin du mois de février et y effectue tous les tests. Il impressionne par ses performances, terminant classé second des linebackers lors du saut vertical et lors du short shuttle. Il termine également 5e lors du saut en longueur et 5e des linebackers lors du test du three-cone drill.
Vander Esch participe au Pro Day 2018 de Boise State le 3 avril. Avant la draft, il effectue plusieurs visites notamment chez les Patriots de la Nouvelle-Angleterre, les Steelers de Pittsburgh, les Eagles de Philadelphie, les Lions de Détroit, les Cowboys de Dallas et les Bills de Buffalo,
,
.
Les spécialistes estiment que Vander Esch sera choisi lors du premier tour de la draft. Des joueurs s'y présentant, il est classé 3e meilleur linebacker par Sports Illustrated, 3e meilleur inside linebacker par DraftScout.com, 4e meilleur linebacker par le spécialiste NFL Mike Mayock (en) et 6e meilleur outside linebacker par l'analyste ESPN Mel Kiper Jr. (en),,.
| Taille              | Poids           | Bras           | Main          | Sprint   | Sprint   | Sprint   | Shuttle 20 yards | 3 cones drill | Détente      | Détente             | Développé couché | Test Wonderlic |
| Taille              | Poids           | Bras           | Main          | 40 yards | 10 yards | 20 yards | Shuttle 20 yards | 3 cones drill | verticale    | horizontale         | Développé couché | Test Wonderlic |
| 1,94 m (6 ft 4¼ in) | 116 kg (256 lb) | 86 cm (33⅞ in) | 25 cm (9¾ in) | 4,65 s   | 1,56 s   | 2,69 s   | 4,15 s           | 6,88 s        | 1 m (39½ in) | 3,15 m (10 ft 4 in) | 20               | -              |

#### Cowboys de Dallas
Le 11 mai 2018, Vander Esch signe son contrat rookie de quatre ans avec les Cowboys de Dallas pour un montant entièrement garanti de 11,84 millions de dollars incluant une prime à la signature de 6,69 millions.

##### 2018
La place de titulaire au poste de ''middle linebacker se joue pendant le camp d'entraînement entre Vander Esch et Jaylon Smith et finalement, l'entraîneur principal Jason Garrett désigne Jaylon Smith titulaire, Vander Esch étant considéré premier remplaçant pour le début de saison.
Il fait ses débuts professionnels lors du premier match de la saison contre les Panthers de la Caroline et y totalise trois plaquages malgré la défaite 8 à 16. Le 30 septembre, il est pour la première fois de sa carrière désigné titulaire après que Sean Lee se soit blessé aux ischio-jambiers pour une durée de trois semaines.
En 4e semaine, il totalise six plaquages lors de la défaite 24 à 26 contre les Lions de Détroit. La semaine suivante, il effectue 14 plaquages dont 11 en solo malgré une nouvelle défaite 16 à 19 contre les Texans de Houston.
Le 11 novembre, Vander Esch effectue sa meilleure prestation de la saison avec 13 plaquages en solo, effectuant sa première interception lors de la victoire 27 à 20 sur les Eagles de Philadelphie. Cette performance lui vaut d'être désigné meilleur joueur défensif NFC de la semaine. C'est dans le premier quart temps qu'il intercepte la passe du quarterback Carson Wentz adressée vers le tight end Zach Ertz.

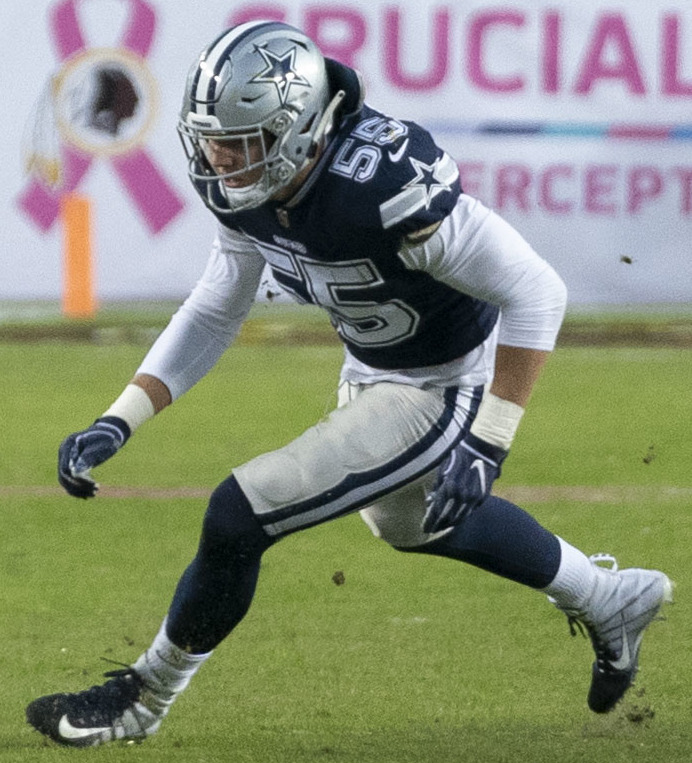
En 2018 avec les Cowboys.

En 11e semaine, Vander Esch totalise huit plaquages , dévie trois passes adverses (record de sa saison) et intercepte une passe du quarterback Matt Ryan  lors de la victoire 22 à 19 sur les Falcons d'Atlanta. En 16e semaine, il totalise quinze plaquages (record de sa saison) dont onze en solo malgré la défaite 20 à 27 contre les Buccaneers de Tampa Bay.
Il termine sa première saison NFL avec le record de la franchise au nombre global de plaquages effectués par un rookie soit 140 dont 120 an solo, sept passes adverses déviées et deux interceptions lors des seize matchs joués dont onze en tant que titulaire.
Vander Esch termine troisième des joueurs NFL au nombre de plaquages derrière le linebacker des Colts Darius Leonard (163 plaquages) et le linebacker des Packers Blake Martinez (144 plaquages). Il obtient une note générale de 87½ de Pro Football Focus en 2018, ce qui le classe 4e des linebackers NFL.
Les Cowboys de Dallas terminent premier de la division NFC Est avec un bilan de 10 victoires pour six défaites et se qualifient pour la série éliminatoire. Le 5 janvier 2019, Vander Esch joue le premier match de phase finale de sa carrière professionnelle (tour de wild card) et y enregistre dix plaquages dont six en solo lors de la victoire 24 à 22 sur les Seahawks de Seattle.

##### 2019
En 4e semaine contre les Saints de La Nouvelle-Orléans, Vander Esch est le meilleur défenseur de son équipe avec onze plaquages malgré la défaite 10 à 12. 
Il manque lesmatchs des semeines 12 à 16, à la suite d'un problème nerveux au cou avant de décider de subir une intervention chirurgicale. Il est placé sur la liste des réservistes blessés le 4 décembre 2019. En neuf matchs disputés, il totalise 72 plaquages ont 43 en solo, ½ sack, trois passes défendues et un fumble forcé.

##### 2020
Contre les Rams en première semaine de la saison, Vander Esch effectue deux plaquages en première mi-temps avant de quitter le terrain à la suite d'une clavicule cassée. Il doit subir une intervention chirurgicale et est placé sur la liste des réservistes blessés le 15 septembre,. Il peut reprendre les entraînement le 7 octobre et est réactivé le 19 octobre 2020.
En dix matchs, il totalise 60 plaquages dont 32 en solo, un sack, un fumble forcé et un fumble récupéré.

##### 2021
Le 3 mai 2021, les Cowboys décident de ne pas activer l'option de cinquième année du contrat rookie de Vander Esch, ce dernier pouvant dès lors être considéré comme agent libre en fin de saison.
En 17 matchs joués, il enregistre 77 plaquages dont 48 en solo, un sack, deux passes défendues et une interception.

##### 2022
Le 18 mars 2022, Vander Esch signe une prolongation de contrat portant sur une saison avec les Cowboys.
Il dispute 14 matchs, totalisant 90 plaquages dont 54 en colo, un sack, une passe défendue et un fumble forcé. Il manque les dernier matchs à la suite d'un coup au cou subi lors du match en 14e semaine contre les Texans. Il revient pour le match de wild card gagné 31 à 14 contre les Buccaneers et y totalise 9 plaquages. Lors de la défaite 12 à 19 en tour de division contre les 49ers, il réalise 11 plaquages.

##### 2023
Le 14 mars 2023, Vander Esch signe une nouvelle prolongation de contrat avec Dallas portant sur deux saisons.
Vander Esch inscrit son premier touchdown en NFL à la suite d'un retour d'un fumble des Patriots en 4e semaine. Le 8 octobre 2023, Vander Esch se blesse à nouveau au niveau du cou lors de la défaite 10 à 42 contre les 49ers. Il est placé sur la réserve des blessés le 16 octobre 2023. 14 novembre 2023, le propriétaire de la franchise, Jerry Jones, confirme que la saison de Vander Esch est terminée à la suite de cette blessure.

#### Retraite
Le 18 mars 2024, Vander Esch annonce qu'il prend sa retraite après six saisons dans la NFL pour raisons médicales,.

## Statistiques
| Année                     | Équipe                    | Statut                    | MJ  |       | Plaquages | Plaquages | Plaquages | Plaquages |       | Interceptions | Interceptions | Interceptions | Interceptions |  | Fumbles | Fumbles |
| Année                     | Équipe                    | Statut                    | MJ  | Total | Seul      | Ast.      | Sacks     | Nb.       | Yards | Déf.          | TD            | Nb.           | Rec.          |  |         |         |
| 2015                      | Broncos de Boise State    | Fr.                       | 08  | 020   | 14        | 06        | 0         | 0         | 0     | 1             | 0             | 0             | 1             |  |         |         |
| 2016                      | Broncos de Boise State    | So.                       | 06  | 027   | 23        | 04        | 1         | 1         | 0     | 0             | 0             | 0             | 0             |  |         |         |
| 2017                      | Broncos de Boise State    | Jr.                       | 14  | 141   | 91        | 50        | 4         | 2         | 47    | 5             | 0             | 0             | 0             |  |         |         |
| Totaux NCAA / Boise State | Totaux NCAA / Boise State | Totaux NCAA / Boise State | 285 | 188   | 128       | 60        | 5         | 3         | 47    | 6             | 0             | 0             | 1             |  |         |         |

| Année               | Équipe              | MJ |       | Plaquages | Plaquages | Plaquages | Plaquages |       | Interceptions | Interceptions | Interceptions | Interceptions |  | Fumbles | Fumbles |
| Année               | Équipe              | MJ | Total | Seul      | Ast.      | Sacks     | Nb.       | Yards | Déf.          | TD            | Nb.           | Rec.          |  |         |         |
| 2018                | Cowboys de Dallas   | 16 | 140   | 102       | 38        | 0,0       | 2         | 56    | 7             | 0             | 0             | 0             |  |         |         |
| 2019                | Cowboys de Dallas   | 09 | 072   | 043       | 29        | 0,5       | 0         | 0     | 3             | 0             | 1             | 0             |  |         |         |
| 2020                | Cowboys de Dallas   | 10 | 060   | 032       | 28        | 1,0       | 0         | 0     | 0             | 0             | 1             | 1             |  |         |         |
| 2021                | Cowboys de Dallas   | 17 | 077   | 048       | 29        | 1,0       | 1         | 07    | 2             | 0             | 0             | 0             |  |         |         |
| 2022                | Cowboys de Dallas   | 14 | 090   | 054       | 36        | 1,0       | 0         | 0     | 1             | 0             | 1             | 0             |  |         |         |
| 2023                | Cowboys de Dallas   | 05 | 030   | 017       | 13        | 0,0       | 0         | 0     | 0             | 0             | 0             | 1             |  |         |         |
| Totaux NFL / Dallas | Totaux NFL / Dallas | 71 | 469   | 296       | 173       | 3,5       | 3         | 63    | 13            | 0             | 3             | 1             |  |         |         |

| Année               | Équipe              | MJ |       | Plaquages | Plaquages | Plaquages | Plaquages |       | Interceptions | Interceptions | Interceptions | Interceptions |  | Fumbles | Fumbles |
| Année               | Équipe              | MJ | Total | Seul      | Ast.      | Sacks     | Nb.       | Yards | Déf.          | TD            | Nb.           | Rec.          |  |         |         |
| 2018                | Cowboys de Dallas   | 2  | 14    | 9         | 05        | 0,0       | 0         | 0     | 0             | 0             | 0             | 0             |  |         |         |
| 2021                | Cowboys de Dallas   | 1  | 13    | 5         | 08        | 0,0       | 0         | 0     | 0             | 0             | 0             | 0             |  |         |         |
| 2022                | Cowboys de Dallas   | 2  | 20    | 8         | 12        | 0,0       | 0         | 0     | 2             | 0             | 0             | 0             |  |         |         |
| Totaux NFL / Dallas | Totaux NFL / Dallas | 5  | 47    | 22        | 25        | 0,0       | 0         | 0     | 2             | 0             | 0             | 0             |  |         |         |

## Trophées et honneurs
- NFL
  - Sélectionné au Pro Bowl 2019 ;
  - Sélectionné dans la deuxième équipe All-Pro en fin de saison 2018 ;
  - Sélectionné dans l'équipe des débutants (rookie) par PFWA en fin de saison 2018.
- NCAA
  - Sélectionné dans l'équipe-type de la Conférence Mountain West 2017 ;
  - Joueur défensif de l'année pour la Conférence Mountain West 2017.

## Vie privée
Le plus jeune cousin de Vander Esch, Caleb Vander Esch, a joué au football américain de niveau universitaire (NCAA Division I FCS) au poste de wide receiver pour les Coyotes du Dakota du Sud et au niveau professionnel (United Football League) pour les Renegades d'Arlington.